# Kirkstall Abbey

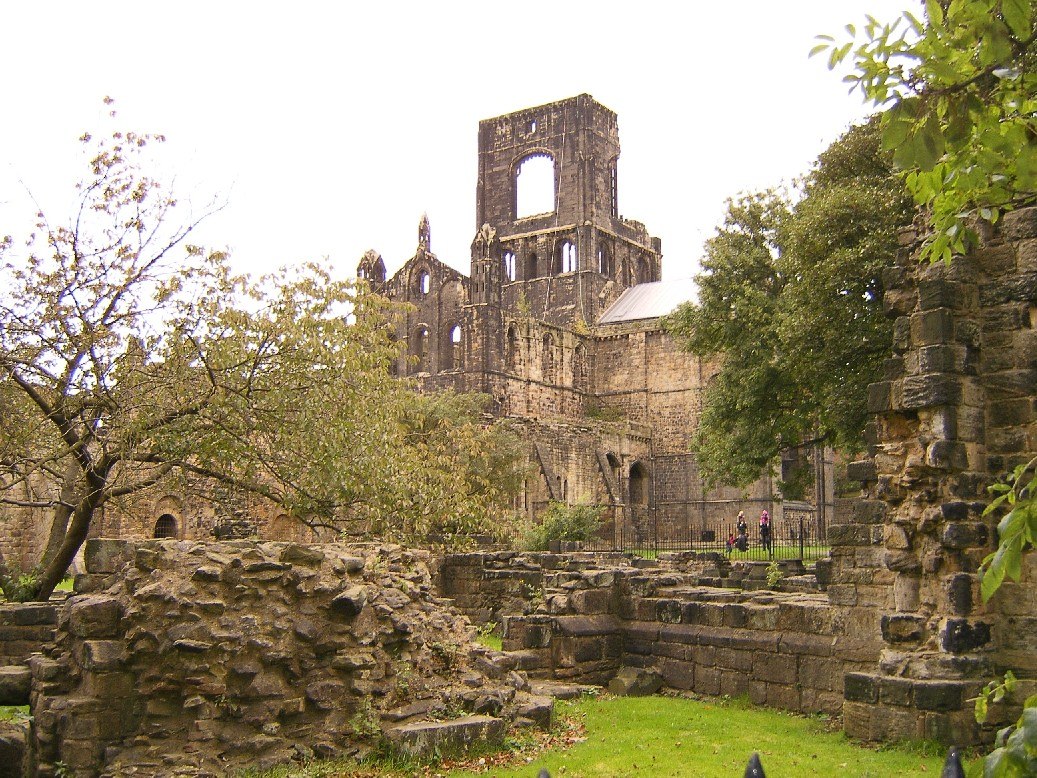
Kirkstall Abbey sett från sydost

Kirkstall Abbey var ett cistercienskt munkkloster beläget i Leeds, vid floden Aire, verksamt mellan 1152 och 1539. Klostret stängdes 22 november 1539, till följd av Henrik VIII:s övertagande av munkklostren (1536-1540), och har sedan dess fallit i ruiner. I samband med stängningen togs bland annat taket bort, för att användas vid andra byggen. Tornet kollapsade delvis 1779.

## Historia
Klostret grundades av munkar från Fountain Abbey omkring 1152 på mark de fått som gåva av Ilbert de Lacy. Det dröjde dock närmare 30 år innan klostret var färdigbyggt i sin ursprungliga form.
Henrik VIII sålde klostret till ärkebiskop Thomas Cranmer, men då han senare avrättades under drottning Maria kom klostret tillbaka till kronan. Det såldes återigen 1584, denna gång till sir Robert Savile. Det ingick sedan i hans släkts ägor fram till 1671, då det såldes till earlen av Cardigan. Denne och hans avkomlingar behöll sedan klostret och dess omgivningar till 1889, då översten John T North blev ny ägare. Han skänkte det genast till Leeds Corporation (ungefär Leeds stad).